# جابیل
جابیل (انگلیسی: Jabil) شرکت خدمات الکترونیک آمریکایی است، که در زمینه طراحی و تولید قطعات الکترونیکی، سخت افزارهای کامپیوتری و تجهیزات مخابراتی، همچنین ارائه خدمات مهندسی برق، مهندسی مکانیک، مهندسی ارزش و مهندسی نرم‌افزار فعالیت می‌نماید.
شرکت جابیل در سال ۱۹۶۶ توسط ویلیام مرین و جیمز گولدن در شهر دیترویت راه‌اندازی شد و در حال حاضر دارای ۹۰ کارخانه تولیدی در ۲۳ کشور می‌باشد.
دفتر مرکزی این شرکت در شهر سن پترزبورگ، فلوریدا، ایالات متحده آمریکا قرار دارد و بخشی از سهام آن در بازار بورس نیویورک معامله می‌شود.